# عديلة خانم
السيدة أديلا جاف أو أديلا خانم، التي يطلق عليها البريطانيون أميرة الشجعان، كانت حاكمة كردية لقبيلة الجاف وواحدة من أوائل القيادات النسائية الشهيرة في تاريخ كردستان. وقبيلة الجاف هي أكبر قبيلة في كردستان وموطنها الأصلي منطقة زاغروس المقسمة بين إيران والعراق. كانت عادلة خانم من عائلة صاحبقرآن الأرستقراطية الشهيرة، والتي تزاوجت مع زعماء قبائل الجاف. وكان للسيدة عديلة تأثير كبير في شؤون قبيلة الجاف في سهل شارازور. أطلق عليها البريطانيون لقب "سيدة" بسبب استعادة التجارة والقانون في المنطقة ونجحت في إنقاذ حياة مئات الجنود البريطانيين. 

## سيرة شخصية
ولدت عام 1847 للعائلة الحاكمة في سنندج، ثاني أكبر مدينة في كردستان الإيرانية. تزوجت من الملك الكردي "عثمان باشا الجاف" الذي كان مقره في حلبجة. كان زوجها "عثمان باشا جاف باشا" وكانت تحكم مكانه في غياب زوجها. كان والدها الوزير الأعظم لبلاد فارس وكان أعمامها وزراء عظماء للإمبراطورية العثمانية والمملكة العربية السعودية. كانت أديلا جاف واحدة من الحكام القلائل من النساء في المنطقة. غزا البريطانيون العراق العثماني الألماني خلال الحرب العالمية الأولى واحتلوه بموجب معاهدة مودروس عام 1917. كانوا يرغبون في منح الأكراد الحكم الذاتي من خلال إنشاء لجنة الموصل في عام 1918 ومنحوا محمود البرزنجي السلطة، لكنه ثار وأطلق حملة لقتل جميع الضباط السياسيين البريطانيين المعينين في كل قبيلة في عام 1919. حتى أنها كانت تحظى باحترام من قبل البريطانيين بسبب أعمال الرحمة التي قامت بها تجاه الأسرى البريطانيين، الذين كانوا جزءًا من غزو بلاد ما بين النهرين خلال الحرب العالمية الأولى. ضباط اللاجئين داخل منازلها. وذلك عندما دافعت أديلا خانم عن الملجأ البريطاني ودعمته وأطعمته ومنحته اللجوء. ثم أعطوها في النهاية لقب خان بهادور من الرائد فريزر، وأطلقوا عليها اسم أميرة الشجعان، وستحكم مع البريطانيين إلى ما بعد الموت. عثمان باشا الجاف عام 1909.
اللهجة الجافية (وتسمى جافي) هي جزء من الصوراني، وهي فرع جنوبي جنوبي شرقي من عائلة اللغة الكردية. وتقع المنطقة التي تسكنها هذه القبيلة جنوب غرب سنندج وصولاً إلى جوانرود، وكذلك المناطق المحيطة بمدينة السليمانية في جنوب كردستان. لقد استقرت قبيلة جاف، التي كانت في السابق من البدو الرحل، في الآونة الأخيرة في نمط حياة زراعي في الغالب، وغالبًا ما يُعرفون بأنهم القبيلة الأكثر تعليماً وفكرية بين الأكراد.

## كتابات عنها
تصف جيرترود بيل، السياسية والكاتبة البريطانية، عادلة خانم في رسالة لها عام 1921 على النحو التالي: "إن سمة حلبجة هي عدلة خانم سيدة جاف بك زاده العظيمة، والدة أحمد بك، وهي أرملة الملك الكردي عثمان باشا جاف". ماتت في وقت ما، ولا تزال تحكم الجاف بقدر ما تستطيع وتثير المؤامرات أكثر مما تظن أن أي شخص يستطيع، وتتصرف عمومًا كما تتصرف السيدات الكرديات العظماء. لقد كتبت لي في كثير من الأحيان، وهي تشعر، ليس لدي أدنى شك، أننا يجب أن نكون طيور على شكل ريشة، وأسرعت لزيارتها بعد الغداء، إنها شخصية ملفتة للنظر في ملابسها الكردية الرائعة مع تجعيد الشعر الأسود الداكن (المصبوغ، على ما أعتقد) الذي يتدلى على خديها الملونين من تحت غطاء رأسها الضخم. واصلنا حديثنا باللغة الفارسية، وهو حديث مجامل للغاية، تمكنت خلاله من إخبارهم عن مدى جودة أداء العراق في عهد فيصل، وأؤكد لهم أن كل ما كنا نتمناه هو أن يعيش طفلانا، العراق وكردستان. في سلام وصداقة مع بعضنا البعض". أبلغ فلاديمير مينورسكي عن لقاءه مع السيدة عادلة في منطقة حلبجة عام 1913.
كتب عنها الرائد سوان في كتابه إلى بلاد ما بين النهرين وكردستان مقنعة: "امرأة فريدة من نوعها في الإسلام، في القوة التي تمتلكها، والفعالية التي تستخدم بها الأسلحة التي في يديها.... في زاوية نائية من المدينة". إن الإمبراطورية التركية، التي تضمحل وتتراجع، هي بقعة صغيرة واحدة، تحت حكم امرأة كردية، ارتفعت من قرية لتصبح مدينة، وأحد سفح التل، الذي كان في يوم من الأيام قاحلاً، أصبح الآن مملوءاً بالحدائق؛ وهذه في وهو إجراء تجديدات للحالة القديمة لهذه الأجزاء."